# Thomas Stelzer (político)
Thomas Stelzer (nascido a 21 de fevereiro de 1967, em Linz) é um político austríaco que serve como governador da Alta Áustria desde 2017. Stelzer estudou direito na Universidade de Linz de 1985 a 1990. Antes de se tornar governador, Stelzer foi vice-governador da Alta Áustria de 2015 a 2017. Ele foi membro do Parlamento da Alta Áustria de 1997 a 2015.
Ele é Cavaleiro de Honra da Ordem de São Jorge.